# Bischofswerda
Bischofswerda (sorbiska: Biskopicy) är en stad i östra Sachsen i Tyskland. Staden är en Große Kreisstadt i Landkreis Bautzen. Bischofswerda betecknas som Porten till Oberlausitz. Staden har cirka 11 000 invånare.
Kommunen ingår i förvaltningsområdet Bischofswerda tillsammans med kommunen Rammenau.

## Geografi
Staden ligger vid järnvägarna Dresden-Zittau-Liberec och Dresden-Görlitz och vid riksvägen B6 mellan Dresden och Bautzen. Avståndet till Sachsens huvudstad Dresden är 35 km och till Landkreisens huvudstad Bautzen 20 km. Bischofswerda ligger vid bäcken Wesenitz.

## Kommunen
Till Bischofswerdas kommun hör utom staden själv de följande tät- och småorter:
Tyska; Sorbiska
- Bischofswerda; Biskopcy
- Belmsdorf; Baldrijanecy
- Goldbach; Myći Złotany*
- Großdrebnitz; Drjewnica
- Kynitzsch; Kinič
- Neu-Schönbrunn; Nowy Šumborn
- Pickau; Pikow*
- Schönbrunn; Šumborn
- Weickersdorf; Wikowaćicy*